# 王大平 (明朝)
王大平（1511年—1574年），字象行，號雨泉，山東青州府安丘縣人，民籍，明朝政治人物。

## 生平
嘉靖十三年（1534年）甲午科山東鄉試第十六名舉人。嘉靖十七年（1538年）中式戊戌科會試第二百六名，登第三甲第二百一十六名進士。初授户部云南司主事，丁父憂歸。補户部陕西司，管天津河西務鈔關，历任户部河南司郎中，督饷花马池。升直隶大名府知府，調湖廣长沙府知府，加道衔，辞官归乡，卒祀乡贤。曹一麟为其撰墓志铭。

## 家族
曾祖王振；祖父王伯成；父王玉，母李氏。具庆下。兄大化、大任、大均。弟大治、大雍、大熙、大皞、大命。